# 権擥
権 擥（クォン・ラム、けん らん、1416年（太宗16年） - 1465年（世祖11年）2月6日）は、李氏朝鮮前期の権臣。勲旧派として王朝政治に参画。策士とされる韓明澮とは友人。字は正卿（チョンギョン）、号は所閑堂（ソハンダン）、諡は翼平（イクピョン）。『東国史略』を著した権近の孫で、右賛成を歴任し、『高麗史』の編集に参加した権踶（クォン・ジェ）の次男。

## 年表
- 1450年、食年文科に首席合格し、その後、司憲府監察（サホンブ　カムチャル　正六品相当）に任官。
- 1451年現在、集賢殿校理（チッピョンジョン　キョリ　正五品相当）に任官している。
- 1453年11月1日現在、集賢殿直提学（チッピョンジョン　ジクジェハク　正三品堂上相当）に異動している。
  - 11月8日、癸酉靖難（ケユジョンナン）の功により、靖難功臣（ジョンナンゴンシン）一等に遇せられ、承政院同副承旨（スンジョンウォン　トンブスンジ　正三品堂上相当）に異動。
- 1454年2月13日現在、承政院右副承旨（スンジョンウォン　ウブスンジ　正三品堂上相当）に転任している。
  - 8月5日、承政院左副承旨（スンジョンウォン　チャブスンジ　正三品堂上相当）に転任。
- 1455年1月24日現在、通政大夫（トンジョンテブ　正三品堂上相当）に叙せられ、承政院左副承旨を本官として、経筵庁参賛官（キョンヨンチャン　チャムチャムグァン　正三品堂上相当）、宝文閣直提学（ホムンガク　ジキジェハク　正三品堂上相当）、知制誥（チジェギョ）、兼判贈工監事（キョムパンソンゴンガムサ）、知工曹事（チゴンジョサ）などを兼任している。
  - 閏6月10日、承政院右承旨（スンジョンウォン　ウスンジ　正三品堂上相当）に転任。
  - 閏6月23日、吏曹参判（イジョチャンパン　従二品相当）に転任。
  - 9月20日、功により佐翼功臣（チャイクゴンシン）一等に遇せられ、明国への謝恩使（サウンサ）に任命。因みに、時に芸文館大提学（イェムングァン　テジェハク　正二品相当）を兼任している。
- 1456年2月4日、吏曹判書（イジョパンソ　正二品相当）に転任。
  - 7月5日、吉昌君（ギルチャングン）に封ぜられ、集賢殿大提学（チップヒョンジョン　テジェハク　正二品相当）、知経筵春秋館事（チギョンヨン　チュンチュガンサ　正二品相当）を兼ねる。
- 1457年8月14日、判中枢院事（パンジュンジュウウォンサ　従一品相当）に転任。
- 1458年12月7日、右賛成（ウチャムソン　従一品相当）に転任。
- 1459年10月30日現在、左賛成（チャチャムソン　従一品相当）に転任している。
  - 11月6日、右議政（ウイジョン　正一品相当）に転任。
- 1462年5月20日、左議政（チャイジョン　正一品相当）に転任。因みに、領議政（ヨンイジョン）には、申叔舟（シン・スクチュ）、右議政には、韓明澮（ハン・ミョンフェ）が就き、靖難功臣の功臣によって議政府の閣僚は占められた。
- 1463年、病により、左議政を辞任し、吉昌府院君（ギルチャンブウォングン）に封ぜられる。
- 1465年、死去。享年49。

※参考：朝鮮王朝実録

## 逸話
- 幼い時から広く学び、大志を抱いていたので本箱を馬にのせては、名称旧跡を訪ね、学問をつんだ。その時、韓明澮に会って生涯の友となった。
- 韓明澮に「男として生まれて辺境で武功を立てられないのなら、万書の書を読んで、不朽の名を残そう」と約束するほど親交を結んだ。

※参考：朝鮮王朝実録

## 権擥が登場する作品
- 王と妃（1998年-2000年 KBS。演：キム・ガプス）
- インス大妃（2011年、JTBC。演: キム・ヨンヒ）

- 王女の男 2011年韓国KBSにて放送された15世紀の李氏朝鮮を舞台にしたテレビ時代劇。全24話。日本では2012年7月8日から同年12月30日までNHK BSプレミアムで放送されていた。 演 : イ・デヨン